# Kult jednostki

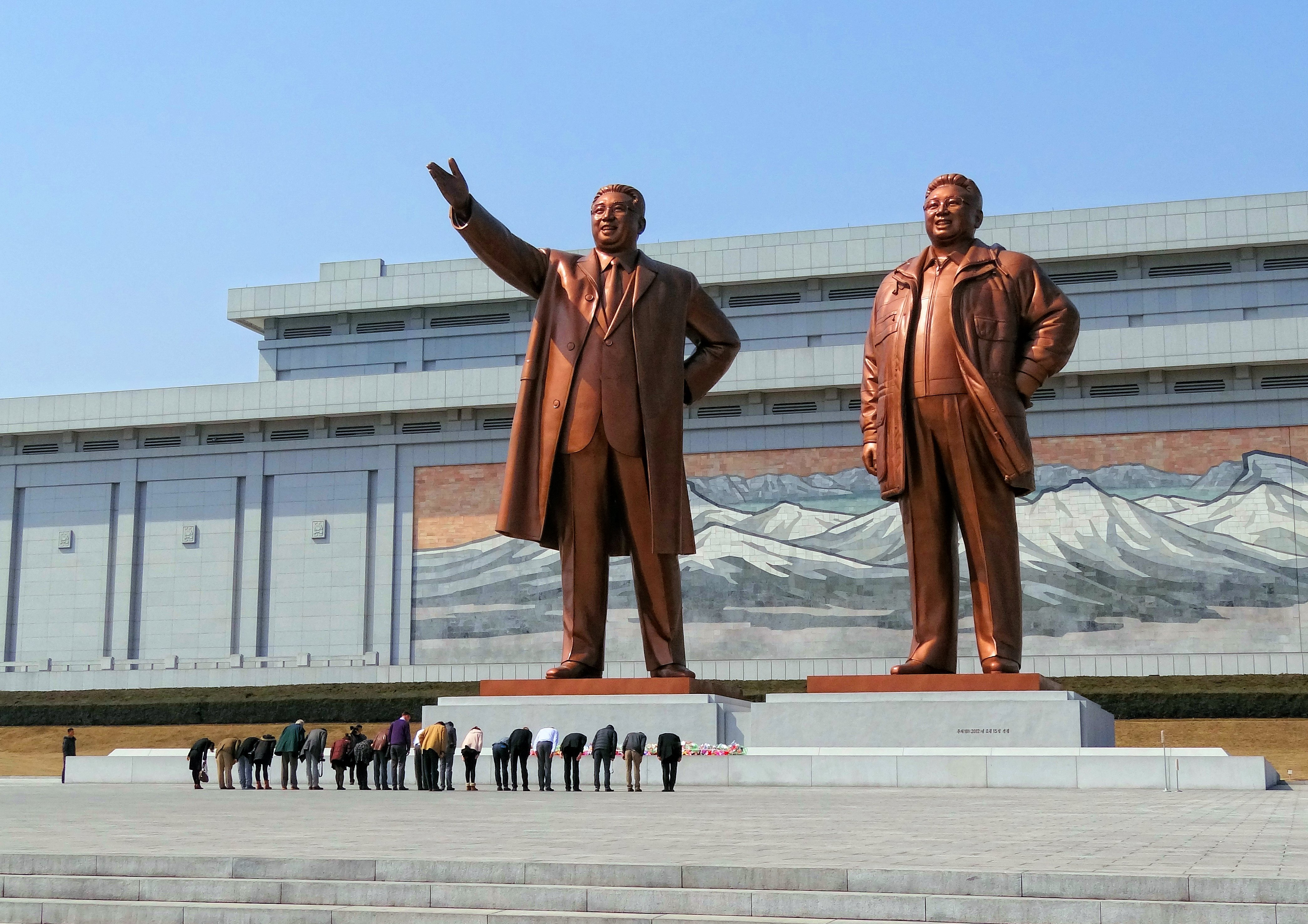
Jeden z przejawów kultu jednostki. Pomnik przywódców Korei Północnej: Kim Ir Sena (z lewej) i jego syna Kim Dzong Ila na wzgórzu Mansudae w Pjongjangu

Kult jednostki – kult pojedynczej osoby występujący w imperialnym, autorytarnym, autokratycznym lub totalitarnym systemie władzy, prowadzący do wyidealizowania, niejednokrotnie do deifikacji władcy (na przykład Cesarz Cesarstwa Wielkiej Japonii do 1 stycznia 1946 roku był bóstwem) lub przywódcy.

## Cechy
Przywódca otaczany takim kultem jest przedstawiany przez państwową propagandę jako osoba nieprzeciętnie utalentowana, nieomylna, której cały naród/narody jest winien wdzięczność. Jego wizerunek jest powielany w niezliczonych pomnikach (związany z kultem osoby jest kult posągu/ów przedstawiającego czczoną osobę), obrazach (kult obrazu/ów pokazującego czczoną osobę) itd., a przypisywane mu myśli i wypowiedzi są nieustannie cytowane w książkach i innych mediach. Jakakolwiek próba kwestionowania geniuszu osoby otaczanej kultem bądź dewastowania jej wizerunków w totalitarnym państwie jest karana surowymi represjami.
Czasami kult przybiera formę religijną bądź parareligijną z rytuałami na cześć przywódcy, modlitwami do niego i medytowaniem jego wypowiedzi. Ciało przywódcy może zostać zabalsamowane i wystawione na widok publiczny w mauzoleum, np. Mauzoleum Mao Zedonga.
Kult jednostki jest typowym elementem oficjalnej propagandy politycznej państw, rządzonych przez dyktaturę, jak np. Gwinea Równikowa w czasach rządów Francisco Macíasa Nguemy, czy Zair pod rządami Josepha-Désiré Mobutu, który własne nazwisko zmienił na Mobutu Sese Seko Kuku Ngbendu wa za Banga, oznaczające „Wszechpotężny wojownik, który nie zaznał porażki z powodu swej niezwykłej wytrzymałości i niezłomnej woli i który, krocząc od zwycięstwa do zwycięstwa, pozostawia za sobą zgliszcza”.

## Pochodzenie nazwy

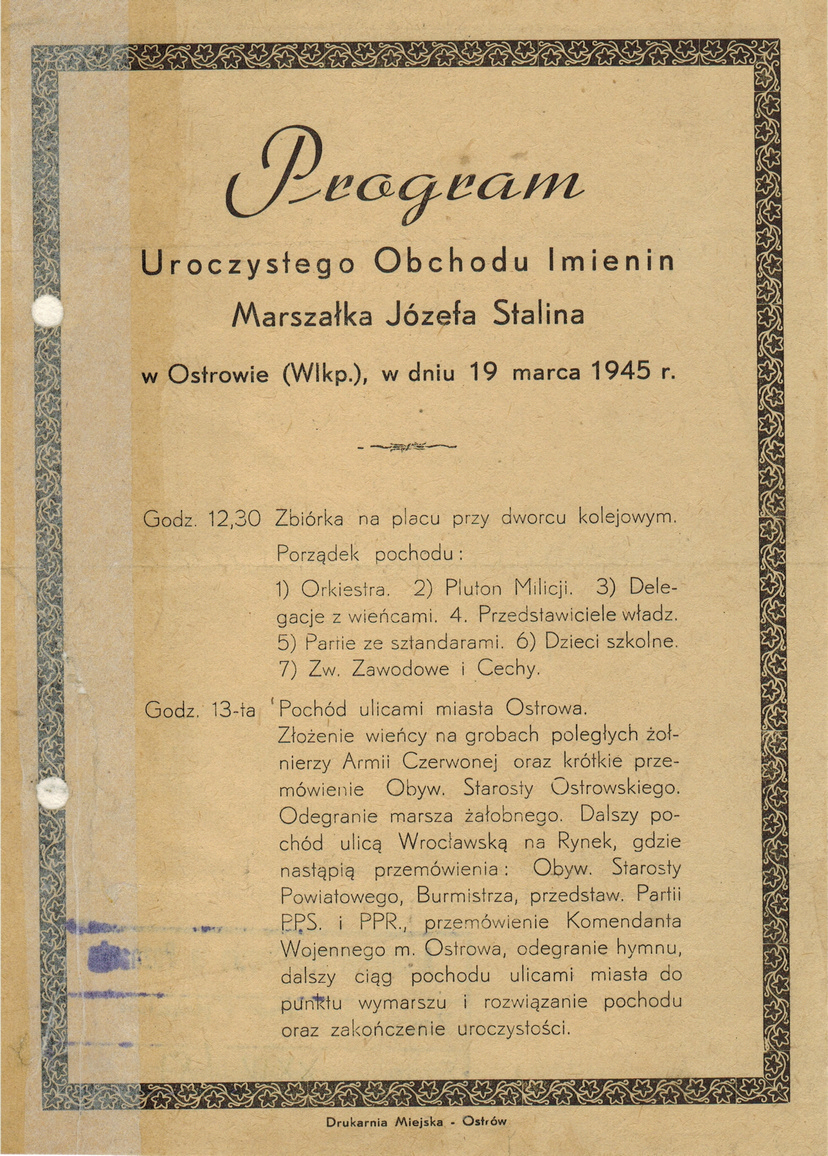
Program obchodów imienin Stalina w Ostrowie Wlkp. w 1945 r. (miejsce przechowywania: Archiwum Państwowe w Poznaniu).

Termin „kult jednostki” został spopularyzowany pod wpływem języka rosyjskiego (культ личности), w którym po raz pierwszy użyty został przez Nikitę Chruszczowa na XX Zjeździe KPZR w 1956 r. W wygłoszonym tam referacie O kulcie jednostki i jego następstwach Chruszczow potępił Józefa Stalina za błędy w przywództwie, wypaczenie komunizmu i otaczanie swojej osoby kultem. Określenie to było jednak używane już w XIX wieku w odniesieniu do kultu jaki wyrósł wokół władców starożytnych imperiów.

## Inne przykłady
Za przykładem Stalina, kult wokół własnej osoby budowali także inni przywódcy komunistyczni: Mao Zedong, Kim Ir Sen, Enver Hoxha, Nicolae Ceaușescu, Kim Dzong Il, jak również niekomunistyczni dyktatorzy tacy jak Saddam Husajn, Francisco Macías Nguema, Saparmurat Nijazow czy Józef Piłsudski (patrz kult Józefa Piłsudskiego).
We wczesnych latach funkcjonowania Polskiej Rzeczypospolitej Ludowej kult jednostki budowano wokół Bolesława Bieruta.
W państwach o ustrojach opartych na ideologii narodowo-socjalistycznej oraz faszystowskiej, kultem otaczano Adolfa Hitlera, Benito Mussoliniego i Francisco Franco.